# Post-knapphet
Post-knapphet är en teoretisk ekonomisk situation där de flesta varor kan produceras i stort överflöd med minimal mänsklig arbetskraft, så att de blir tillgängliga för alla mycket billigt eller till och med gratis.
Post-knapphet betyder inte att knapphet har eliminerats för alla varor och tjänster. Istället innebär det att alla människor lätt kan få sina grundläggande överlevnadsbehov tillgodosedda tillsammans med en betydande del av sina önskemål om varor och tjänster. Författare om ämnet betonar ofta att vissa varor kommer att förbli knappa i ett samhälle efter knapphet.

## Modeller

### Spekulativ teknik
Futurister som talar om post-knapphet föreslår ekonomier baserade på framsteg inom automatiserad tillverkningsteknologi, som ofta inkluderar idén om självreplikerande maskiner, antagandet av arbetsdelning som i teorin skulle kunna producera nästan alla varor i överflöd, givet tillräckliga råvaror och energi.
Mer spekulativa former av nanoteknik som molekylära assemblerare eller nanofabriker, som inte existerar för närvarande, ökar möjligheten för enheter som automatiskt kan tillverka vilka som helst specificerade varor med de korrekta instruktionerna och nödvändiga råvaror och energi, och många nanoteknikentusiaster har föreslagit att det kommer att inleda en värld efter knapphet.
I en mer nära framtid diskuteras ofta den ökande automatiseringen av fysiskt arbete med hjälp av robotar som ett sätt att skapa en ekonomi efter knapphet.
Alltmer mångsidiga former av snabba prototypmaskiner, och en hypotetisk självreplikerande version av en sådan maskin känd som en RepRap, har också förutspåtts bidra till att skapa det överflöd av varor som behövs för en ekonomi efter knapphet. Förespråkare för självreplikerande maskiner som Adrian Bowyer, skaparen av RepRap-projektet, hävdar att när en självreplikerande maskin väl är designad, då alla som äger en kan göra fler kopior att sälja (och också skulle vara fria att begära ett lägre pris än andra säljare), kommer marknadskonkurrensen naturligtvis att driva kostnaden för sådana maskiner ner till det absoluta minimumet för att göra det minsta möjliga kostnaden för de fysiska material och energi som måste matas in i maskinen som insats, och detsamma bör gälla för alla andra varor som maskinen kan bygga.
Även med helt automatiserad produktion skulle begränsningar av antalet producerade varor uppstå på grund av tillgången på råvaror och energi, samt ekologiska skador i samband med tillverkningsteknik. Förespråkare av tekniskt överflöd argumenterar ofta för mer omfattande användning av förnybar energi och större återvinning för att förhindra framtida sjunkande tillgångar på energi och råvaror och minska ekologiska skador. Särskilt solenergi betonas ofta, eftersom kostnaden för solpaneler fortsätter att sjunka (och skulle kunna sjunka mycket mer med automatiserad produktion av självreplikerande maskiner), och förespråkarna påpekar att den totala solenergin som träffar jordens yta årligen överstiger vår civilisations nuvarande årliga energianvändning med en faktor tusentals.
Förespråkarna hävdar också att den tillgängliga energin och råvarorna kan utökas kraftigt genom att titta på resurser bortom jorden. Till exempel diskuteras ibland asteroidbrytning som ett sätt att kraftigt minska bristen på många användbara metaller som nickel. Medan tidig utvinning av asteroider kan involvera besättningsuppdrag, hoppas förespråkarna att mänskligheten så småningom kunde ha automatiserat gruvdrift utförd av självreplikerande maskiner. Om detta gjordes skulle den enda kapitalutgiften vara en enda självreplikerande enhet (oavsett om det är robotiskt eller nanoteknologiskt). Enheten kunde sedan replikera utan ytterligare kostnad, endast begränsad av de tillgängliga råmaterial som behövs för att bygga mer.

### Social
En rapport från World Future Society tittade på hur historiskt kapitalismen utnyttjar bristen. Ökad resursbrist leder till ökningar och fluktuationer i priserna, vilket driver fram tekniska framsteg för effektivare resursanvändning så att kostnaderna reduceras avsevärt, nästan till noll. De hävdar alltså att efter en ökning av bristen från och med nu kommer världen att gå in i en post-bristålder mellan 2050 och 2075.
Murray Bookchins essäsamling Post-Scarcity Anarchism från 1971 beskriver en ekonomi baserad på social ekologi, frihetlig kommunalism och ett överflöd av grundläggande resurser, och hävdar att postindustriella samhällen har potential att utvecklas till post-bristsamhällen. En sådan utveckling skulle möjliggöra "uppfyllandet av de sociala och kulturella potentialerna latenta i en teknologi av överflöd".
Bookchin hävdar att den utökade produktion som möjliggjordes av 1900-talets tekniska framsteg var i strävan efter marknadsvinst och på bekostnad av människors behov och ekologisk hållbarhet. Ackumuleringen av kapital kan inte längre betraktas som en förutsättning för befrielse, och föreställningen att hinder som staten, den sociala hierarkin och de politiska avantgardepartierna är nödvändiga i arbetarklassens kamp för frihet kan skingras som en myt.

### Marxism
Karl Marx, i ett avsnitt av hans Grundrisse som kom att kallas "Fragment on Machines", hävdade att övergången till ett postkapitalistiskt samhälle kombinerat med framsteg inom automatisering skulle möjliggöra betydande minskningar av arbetskraften som behövs för att producera nödvändiga varor, och så småningom nå en punkt där alla människor skulle ha betydande mängder av vetenskap, fritid och kreativitet för att utöva; ett tillstånd som några kommentatorer senare kallade "post-brist". Marx hävdade att kapitalismen – dynamiken i ekonomisk tillväxt baserad på kapitalackumulation – är beroende av att utnyttja överskottsarbete från arbetare, men ett postkapitalistiskt samhälle skulle tillåta:
Individualiteternas fria utveckling, och därmed inte minskningen av nödvändig arbetstid för att ställa överskottsarbete, utan snarare den allmänna minskningen av samhällets nödvändiga arbete till ett minimum, vilket då motsvarar individernas konstnärliga, vetenskapliga etc. utveckling under den tid som ställts fria, och med de medel som skapats, för dem alla.
Marx koncept om ett postkapitalistiskt kommunistiskt samhälle innebär den fria distributionen av varor som möjliggörs av det överflöd som automatiseringen ger. Det fullt utvecklade kommunistiska ekonomiska systemet postuleras utvecklas från ett tidigare socialistiskt system. Marx hade uppfattningen att socialismen – ett system baserat på socialt ägande av produktionsmedlen – skulle möjliggöra framsteg mot utvecklingen av fullt utvecklad kommunism genom att ytterligare utveckla produktiv teknologi. Under socialismen, med dess ökande automatiseringsnivåer, skulle en ökande andel av varor distribueras fritt.
Marx trodde inte på eliminering av det mesta fysiskt arbete genom tekniska framsteg enbart i ett kapitalistiskt samhälle, eftersom han trodde att kapitalismen innehöll vissa tendenser som motverkade ökande automatisering och hindrade den från att utvecklas bortom en begränsad punkt, så att manuellt industriellt arbete inte kunde elimineras förrän kapitalismen störtades. Vissa kommentatorer om Marx har hävdat att han vid den tidpunkt då han skrev Grundrisse trodde att kapitalismens kollaps på grund av den framskridande automatiseringen var oundviklig trots dessa mottendenser, men att han vid tiden för hans stora verk Capital: Critique of Political Economy hade övergett denna uppfattning och kom att tro att kapitalismen kunde ständigt förnya sig själv om inte den störtades.

## Fiktion

### TV och film
- Det mänskliga samhället på 2300-talet som skildras i tv-serierna Star Trek: The Next Generation, Star Trek: Deep Space Nine och Star Trek: Voyager är ett post-bristsamhälle som skapats av uppfinningen av "replikatorn", en maskin som omvandlar energi till materia omedelbart.[43] I filmen Star Trek: First Contact hävdar kapten Jean-Luc Picard : "Förvärvet av rikedom är inte längre drivkraften i våra liv. Vi arbetar för att förbättra oss själva och resten av mänskligheten."[44] I denna galax (åtminstone United Federation of Planets) hade pengar gjorts föråldrade på jorden på 2100-talet (även om de fortfarande existerade med hänvisning till andra arter i Star Trek-universumet, framför allt Ferengi).

## Ytterligare läsning
- Abundance: The Future Is Better Than You Think av Peter Diamandis
- Bright Future: Abundance and Progress in the 21st Century av David McMullen
- Böcker av Martin Ford (författare)
- The New Human Rights Movement: Reinventing the Economy to End Ofpression av Peter Joseph
- Peoples' Capitalism: The Economics of the Robot Revolution av James Albus
- Post-Scarcity Anarchism av Murray Bookchin
- Trekonomics: The Economics of Star Trek av Manu Saadia
- The Zeitgeist Movement Defined: Realizing a New Train of Thought av Peter Joseph och TZM-medlemmar
- Zero Marginal Cost Society av Jeremy Rifkin
- Helautomatisk lyxkommunism av Aaron Bastani
- The Best That Money Can't Buy av Jacque Fresco